# Laurens Veldt
Laurens "Lau" Veldt (Amsterdam, 18 de juny de 1953) va ser un ciclista neerlandès, especialista en ciclisme en pista. Va obtenir una medalla al Campionat del món en tàndem. El 1980 va participar en els Jocs Olímpics de Moscou a la prova de velocitat.
És pare del també ciclista Tim Veldt.

## Palmarès
- 1974
  -  Campió dels Països Baixos en Tàndem
- 1975
  -  Campió dels Països Baixos en Tàndem
- 1976
  -  Campió dels Països Baixos en Velocitat amateur
  -  Campió dels Països Baixos en Tàndem
- 1977
  -  Campió dels Països Baixos en Velocitat amateur
  -  Campió dels Països Baixos en Tàndem
  -  Campió dels Països Baixos en Quilòmetre
- 1978
  -  Campió dels Països Baixos en Velocitat amateur
  -  Campió dels Països Baixos en Tàndem
- 1979
  -  Campió dels Països Baixos en Velocitat amateur
  -  Campió dels Països Baixos en Tàndem
- 1980
  -  Campió dels Països Baixos en Velocitat amateur
  -  Campió dels Països Baixos en Tàndem
- 1981
  -  Campió dels Països Baixos en Tàndem